# فرشته (خواننده)
فرشته دیبائیان با نام هنری فرشته (زادهٔ ۱۳۲۹، آبادان) خوانندهٔ موسیقی سنتی و پاپ سنتی ایرانی، و اکنون ساکن «مونیخ» آلمان است.

## زندگی‌نامه
وی که در نوجوانی ساکن آبادان بود، سپس برای آموزش‌های پیشرفته‌تر موسیقی به تهران بازگشت و در «هنرستان موسیقی ملی» نزد اساتیدی چون «محمود کریمی» به آموزش مشغول شد. وی بعدتر با آشنایی و تشویق «علی تجویدی» راه خود را به «رادیو و تلویزیون ملی ایران» گشود. مشوق ایشان در دوران کودکی مادر و مادربزرگ بوده‌اند که مادربزرگ او تار نیز می‌نواخته‌است.
فرشته اذعان می‌دارد که از دلکش و ام‌کلثوم الگوبرداری می‌کرده‌است. فرشته در فاصله سال‌های ۱۳۵۰ تا ۱۳۵۷ در ایران ترانه‌های بسیاری از آهنگ‌سازان مشهور چون بزرگ لشگری، جهانبخش پازوکی، همایون خرم و تورج شعبان‌خانی اجرا کرد.
سرشناس‌ترین و نخستین ترانه او «نم‌نم باران» است که از سروده‌های «بیژن ترقی» و آهنگی از «بزرگ لشگری» و تنظیم آن را «مصطفی کسروی» برعهده داشت. این ترانه در سال ۱۳۵۰ از برنامه «شما و رادیو» پخش، و به سرعت او را بر سر زبان‌ها انداخت. ترانه‌های «حدیث عشق» و «آی آدمای عاشق» از ساخته‌های جهانبخش پازوکی دیگر آثار مطرح و شناخته‌شده اوست.
فرشته پس از انقلاب ۱۳۵۷ ایران، در سال ۱۳۶۴ از ایران خارج شد. او پس از خروج از ایران دست از کار نکشید و به انتشار چندین آلبوم و برگزاری کنسرت مبادرت کرد. از آخرین آلبوم‌های وی می‌توان «پرستوی مهاجر» را نام برد که سال ۲۰۱۰ منتشر گشت.

## آلبوم‌ها
- دیگه دنبالم نیا
- نم نم بارون
- گل خورشید (۱۹۹۳)
- رؤیای عشق (۱۹۹۵)
- قرن تازه (۱۹۹۸)
- پرستوی مهاجر (۲۰۱۰)

## ترانه‌شناسی

### دیگه دنبالم نیا
| نام ترانه        | ترانه‌سرا        | آهنگساز    | تنظیم |
| ---------------- | --------------- | ---------- | ----- |
| عزیزم گریه نکن   | معینی کرمانشاهی | بزرگ لشگری |       |
| چون و چرا نمی‌کنه | شهین حنانه      | بزرگ لشگری |       |
| دیگه دنبالم نیا  | آذر صراف‌پور     | بزرگ لشگری |       |
| گل سرخ           |                 |            |       |
| خوش آمد          |                 |            |       |
| لحظه‌های جدا      |                 |            |       |
| مگه نبود         | بیژن ترقی       | بزرگ لشگری |       |
| نذار تنها بمونم  |                 |            |       |
| پرستو            |                 |            |       |
| نفرین بر تنهایی  | رضا جنتی عطایی  | بزرگ لشگری |       |
| تنها موندم       |                 |            |       |
| وای از این زمونه | بیژن ترقی       | بزرگ لشگری |       |

### نم نم بارون
| نام ترانه       | ترانه‌سرا        | آهنگساز          | تنظیم         | انتشار |
| --------------- | --------------- | ---------------- | ------------- | ------ |
| ای مرد          | جهانبخش پازوکی  | جهانبخش پازوکی   | ناصر چشم‌آذر   | ۱۳۵۴   |
| حدیث عشق        | جهانبخش پازوکی  | جهانبخش پازوکی   | مجتبی میرزاده | ۱۳۵۶   |
| معبود           | جهانبخش پازوکی  | جهانبخش پازوکی   | ناصر چشم‌آذر   | ۱۳۵۶   |
| آی آدمای عاشق   | جهانبخش پازوکی  | جهانبخش پازوکی   | مجتبی میرزاده | ۱۳۵۵   |
| کی میشه         | عبدالرضا سحبان  | علیرضا خواجه‌نوری |               | ۱۳۵۲   |
| نم نم بارون     | بیژن ترقی       | بزرگ لشگری       | مصطفی کسروی   | ۱۳۵۰   |
| مگه از سنگه دلم | بیژن ترقی       | بزرگ لشگری       |               |        |
| یار من          | بیژن ترقی       | بزرگ لشگری       |               |        |
| شهر خالی        | معینی کرمانشاهی | تورج شعبانخانی   | اریک          | ۱۳۵۲   |

### گل خورشید (۱۹۹۳/۱۳۷۲)
| نام ترانه                | ترانه‌سرا     | آهنگساز         | تنظیم           |
| ------------------------ | ------------ | --------------- | --------------- |
| هوا ابری نمیمونه         | سودابه       | عارف ابراهیم‌پور | عارف ابراهیم‌پور |
| لبهای من از ترانه خالیست | ایرج سلطانی  | عارف ابراهیم‌پور | عارف ابراهیم‌پور |
| دیگه مردش اون روزا       | اکبر آزاد    | جهانبخش پازوکی  | عارف ابراهیم‌پور |
| معرفت عشق (اجرای اول)    | میشا جاودانی | الوندی‌          | عارف ابراهیم‌پور |
| گلایه                    | میشا جاودانی | ترکی            | عارف ابراهیم‌پور |
| گل خورشید                | بهنام حسن‌پور | الوندی‌          | عارف ابراهیم‌پور |

### رؤیای عشق (۱۹۹۵/۱۳۷۴)
| نام ترانه             | ترانه‌سرا          | آهنگساز         | تنظیم           |
| --------------------- | ----------------- | --------------- | --------------- |
| کنج قلب               | جهانبخش پازوکی    | جهانبخش پازوکی  | منوچهر چشم‌آذر   |
| حدیث عشق (اجرای جدید) | جهانبخش پازوکی    | جهانبخش پازوکی  | منوچهر چشم‌آذر   |
| رویای عروسی           | همایون هوشیارنژاد | جهانبخش پازوکی  | منوچهر چشم‌آذر   |
| سلامت می‌کنم ایران     | جهانبخش پازوکی    | جهانبخش پازوکی  | کاظم عالمی      |
| گوشه میخونه           | ایرج رزمجو        | حسین صمدی       | عارف ابراهیم‌پور |
| بیداد                 | میشا جاودانی      | عارف ابراهیم‌پور | عارف ابراهیم‌پور |
| معرفت عشق             | میشا جاودانی      | الوندی‌پور       | عارف ابراهیم‌پور |

### قرن تازه (۱۹۹۸/۱۳۷۷)
| نام ترانه    | ترانه‌سرا       | آهنگساز         | تنظیم           |
| ------------ | -------------- | --------------- | --------------- |
| عزیز سختگیر  | جهانبخش پازوکی | جهانبخش پازوکی  | کاظم عالمی      |
| چرخ و فلک    | جهانبخش پازوکی | جهانبخش پازوکی  | کاظم عالمی      |
| قرن تازه     | جهانبخش پازوکی | جهانبخش پازوکی  | کاظم عالمی      |
| رهایی        | جهانبخش پازوکی | جهانبخش پازوکی  | کاظم عالمی      |
| کفتر چاهی    | رحمان شکوفه‌پور | عارف ابراهیم‌پور | عارف ابراهیم‌پور |
| دنیایی از غم | رحمان شکوفه‌پور | عارف ابراهیم‌پور | عارف ابراهیم‌پور |
| چه کنم       | اسکندر آبادی   | اسکندر آبادی    | عارف ابراهیم‌پور |
| عید اومده    | فریده شیوایی   | حسین صمدی       | حسین صمدی       |

### پرستوی مهاجر (۲۰۱۰/۱۳۸۹)
| نام ترانه             | ترانه‌سرا       | آهنگساز                    | تنظیم      |
| --------------------- | -------------- | -------------------------- | ---------- |
| غریبه                 | افسر دبیری     | فرود سراجی                 | فرود سراجی |
| کاشانه                | افسر دبیری     | فرود سراجی                 | فرود سراجی |
| عزیزم                 | بامداد جویباری | سعید مهناویان              | فرود سراجی |
| کاغذای رنگی           | بامداد جویباری | سعید مهناویان              | فرود سراجی |
| پرستوی مهاجر          | افسر دبیری     | فرود سراجی                 | فرود سراجی |
| امان امان             | رهی معیری      | فرود سراجی و سعید مهناویان | فرود سراجی |
| قهر و ناز             |                |                            | فرود سراجی |
| سنگ صبور              | فرود سراجی     | فرود سراجی                 | فرود سراجی |
| چشمای تو              | افسر دبیری     | فولکور آذری                | فرود سراجی |
| شهر خالی (اجرای جدید) | شهبُد           | تورج شعبانخانی             | فرود سراجی |

### تک‌آهنگ‌ها
| نام ترانه   | ترانه‌سرا        | آهنگساز         | تنظیم      |
| ----------- | --------------- | --------------- | ---------- |
| دریاچه نور  | منوچهر طاهرزاده | منوچهر طاهرزاده | فرود سراجی |
| بغض شکسته   | افسر دبیری      | فرود سراجی      | فرود سراجی |
| ببار باران  |                 | فرود سراجی      | فرود سراجی |
| فریاد آزادی | کاوه            | کاوه            | فرود سراجی |